# Cook Islands Cup
Der Cook Islands Cup ist der Nationale Pokalwettbewerb der Cook Islands Football Association auf den Cook-Inseln. Er wird seit 1978 ausgetragen. Rekordsieger sind Avatiu FC, Nikao Sokattack und Tupapa FC mit jeweils 9 Siegen. Jetziger Titelträger ist der Tupapa FC.

## Bisherige Sieger
| - 1978: Tupapa FC - 1979: Titikaveka FC - 1980: Matavera FC - 1981: Avatiu FC - 1982: Avatiu FC - 1983: Sokattack Nikao - 1984: Titikaveka FC - 1985: Arorangi FC - 1986–90 unbekannt |  | - 1991: Takuvaine FC - 1992: Avatiu FC - 1993: Avatiu FC - 1994: Avatiu FC - 1995: Avatiu FC - 1996: Avatiu FC - 1997: Avatiu FC - 1998: Teau-o-Tonga - 1998/99: Tupapa FC |  | - 1999/00: Tupapa FC - 2000: Avatiu FC - 2001: Tupapa FC - 2002: Sokattack Nikao - 2003: Sokattack Nikao - 2004: Tupapa FC - 2005: Sokattack Nikao - 2006: Takuvaine FC - 2007: Sokattack Nikao |  | - 2008: Sokattack Nikao - 2009: Tupapa FC - 2010: Nikao Sokattack - 2011: Nikao Sokattack - 2012: Nikao Sokattack - 2013: Tupapa FC - 2014: Takuvaine FC - 2015: Tupapa FC - 2016: Puaikura FC - 2017: Puaikura FC - 2018: Tupapa FC |

## Titel nach Mannschaften
| Verein                            | Pokalsieger | letzter Titel |
| --------------------------------- | ----------- | ------------- |
| Avatiu FC                         | 9           | 2000          |
| Nikao Sokattack                   | 9           | 2012          |
| Tupapa FC                         | 9           | 2018          |
| Puaikura FC (ehemals Arorangi FC) | 3           | 2017          |
| Takuvaine FC                      | 3           | 2014          |
| Titikaveka FC                     | 2           | 1984          |
| Matavera FC                       | 1           | 1980          |
| Teau-o-Tonga                      | 1           | 1998          |